# Park Narodowy El Potosí
Park Narodowy El Potosí (hiszp. Parque nacional El Potosí) – park narodowy w środkowym Meksyku, w stanie San Luis Potosí. Został utworzony 15 września 1936 roku i zajmuje obszar 20 km². 

## Opis
Park obejmuje najwyższy fragment pasma górskiego Serranía de Rioverde będącego częścią łańcucha górskiego Sierra Madre Wschodnia. Znajduje się w dorzeczu rzeki Rio Verde na wysokościach od 1500 do 2480 m n.p.m. Najwyższym szczytem jest El Cuatesoncito. Zarejestrowano tu łącznie 285 gatunków roślin, 17 gatunków gadów, 4 gatunki płazów, 195 gatunków ptaków i 39 gatunków ssaków.

## Szata roślinna
Prawie cały park pokrywają lasy, głównie dębowe, sosnowe i sosnowo-dębowe. Występują tu też lasy galeriowe.
W lasach rosną zagrożone wyginięciem (EN) Quercus diversifolia i Ceratozamia zaragozae, a także m.in.: dąb meksykański, Quercus obtusata, Quercus crassifolia, Quercus viminea, Quercus castanea, Quercus eduardi, Quercus resinosa, Quercus potosina, Quercus laeta, Pinus pseudostrobus, Pinus teocote, Pinus herrerae, Pinus devoniana, sosna meksykańska, Arbutus xalapensis, Rhus virens, Dodonaea viscosa, aksamitka lśniąca, żeniszek baldachogroniasty, Senecio aschenbornianus, Ferocactus histrix, Laelia speciosa, Crataegus rosei i Juniperus flaccida.
W lasach galeriowych występują głównie Juglans mollis, orzesznik pięciolistkowy, platan meksykański, Persea liebmannii, Alnus acuminata i Dodonaea viscosa. 

## Fauna
Ssaki żyjące w parku to m.in.: skunks ogoniasty, kojot preriowy, puma płowa, mulak białoogonowy, wiewiórka smugowana, assapan południowy, niedźwiedź czarny, pekariowiec obrożny, szopik pręgoogonowy i susłouch skalny.
Ptaki tu występujące to m.in.: krogulec zmienny, krogulec czarnołbisty, sokół wędrowny, myszołów preriowy, przepiór perlisty, klarnetnik brązowoskrzydły, krzyżówka, puszczyk plamisty i dzięciur żołędziowy.
Gady i płazy żyjące w parku to m.in.: grzechotnik górski, grzechotnik pustynny, Crotalus aquilus, Coluber flagellum, lancetogłów szaropasy, Pituophis deppei, Gerrhonotus liocephalus, Anaxyrus cognatus, Dryophytes arenicolor, Dryophytes eximius, Lithobates berlandieri, Kinosternon integrum i Ambystoma rosaceum.